# Đội tuyển bóng đá bãi biển quốc gia Áo
Đội tuyển bóng đá bãi biển quốc gia Áo đại diện Áo ở các giải thi đấu bóng đá bãi biển quốc tế và được điều hành bởi ÖFB, cơ quan quản lý bóng đá ở Áo.

## Đội hình hiện tại
Chính xác tính đến tháng 1 năm 2011
Ghi chú: Quốc kỳ chỉ đội tuyển quốc gia được xác định rõ trong điều lệ tư cách FIFA. Các cầu thủ có thể giữ hơn một quốc tịch ngoài FIFA.
| Số | VT | Quốc gia | Cầu thủ             |
| -- | -- | -------- | ------------------- |
| —  | TM |          | Patrick Stummer     |
| —  | HV |          | Christoph Oberegger |
| —  | TĐ |          | Andreas Gahleitner  |
| —  | HV |          | Daniel Steinbeiß    |
| —  | HV |          | Thomas Schellman    |
| —  | TĐ |          | Daniel Neuhold      |

| Số | VT | Quốc gia | Cầu thủ             |
| -- | -- | -------- | ------------------- |
| —  | TĐ |          | Manuel Hammer       |
| —  | TĐ |          | Sinisa Markovic     |
| —  | TM |          | Stefan Stichlberger |
| —  | TĐ |          | Mustafa Cetinyürek  |
| —  | HV |          | Philip Peterstorfer |
| —  | HV |          | Patrick Gatterbauer |

Huấn luyện viên: Gustav Stieglitz

## Thành tích
- Thành tích tốt nhất tại Vòng loại giải vô địch bóng đá bãi biển thế giới khu vực châu Âu: Vòng bảng
  - 2009, 2011